# Grenade (låt)
Grenade är låt av Bruno Mars från debutalbumet Doo-Wops & Hooligans som släpptes den 28 september 2010. Låtens genre är pop och R&B.